# Marko Arapović
Marko Arapović, né le 20 juillet 1996, à Zagreb, en Croatie, est un joueur croate de basket-ball. Il évolue aux postes de pivot et d'ailier fort. Il est le fils de l'ancien basketteur Franjo Arapović.

## Biographie
Arapović est formé au Kaptol Zagreb. En mars 2012, il rejoint le Cibona Zagreb, club avec lequel son père a remporté la Coupe d'Europe des clubs champions en 1986 et 1987. Il se fait remarquer comme l'un des meilleurs joueurs de sa classe d'âge.
Arapović participe au Championnat du monde des 19 ans et moins en 2015 avec la Croatie. La Croatie est battue en finale et Arapović est nommé dans l'équipe-type de la compétition avec le MVP américain Jalen Brunson et son compatriote Harry Giles, le Grec Tyler Dorsey et le Turc Furkan Korkmaz.
En août 2014, Arapović signe un contrat de 4 ans avec le KK Cedevita.
En août 2021, Arapović rejoint le KK Krka en première division slovène.

## Palmarès
- Finaliste du championnat du monde des -19 ans 2015
- Ligue adriatique 2014
- Champion de Croatie 2012, 2013, 2015
- Coupe de Croatie 2015, 2016